# Międzynarodowy Dzień Planetariów
Międzynarodowy Dzień Planetariów (ang. Day of Planetaria) – święto wszystkich europejskich planetariów (również w Polsce) obchodzone od 1991 roku w niedzielę przed lub po równonocy wiosennej.
Dzień ten jest okazją do zaangażowania międzynarodowej społeczności w promowaniu wiedzy o planetariach i ich znaczeniu w edukacji społeczeństwa z dziedziny astronomii, głównie dzieci i młodzieży. Organizowane są bezpłatne pokazy przebiegu zjawisk astronomicznych, projekcje, wykłady i praktyczne oglądanie sfery niebieskiej.
W obchodach bierze udział, założone w 1970, Międzynarodowe Stowarzyszenie Planetariów (ang International Planetarium Society, IPS).
W Polsce obchody organizują m.in.:
- Planetarium w Olsztynie (od 2006)[5]
- Planetarium "Niebo Kopernika" w Centrum Nauki Kopernik w Warszawie[6]
- Planetarium Śląskie[7].

W 2013 roku (wł.) Città della Scienza (Centrum Nauki i Planetarium) w Bagnoli, położone w zachodniej dzielnicy Neapolu, pomimo pożaru który wybuchł w nocy 4 marca w czterech z sześciu sal "Miasta Nauki", również włączyło się do obchodów Dnia (zaplanowano m.in. teleskopowe obserwacje Słońca).